# Accidente aéreo en Nueva York de 2006

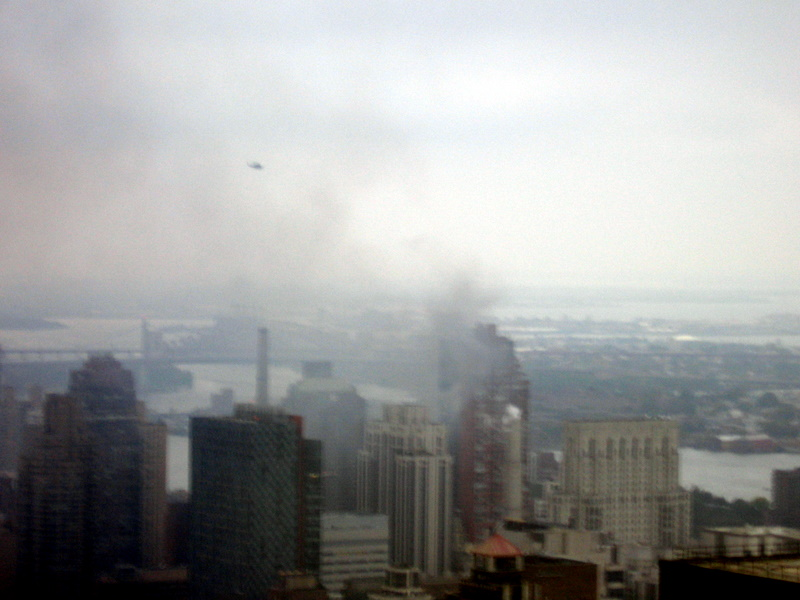
El edificio Belaire Apartments en llamas.

El accidente aéreo en Nueva York del 11 de octubre de 2006 ocurrió cuando un avión Cirrus SR20 para la aviación general relativamente pequeño, chocó contra el edificio Belaire Apartments en Manhattan, Nueva York, Estados Unidos, aproximadamente a las 14:42 en el tiempo local (18:42 UTC). El avión golpeó el lado norte del edificio, localizado sobre los Upper East Side en Manhattan, generando un incendio en varios apartamentos, que fue extinguido luego de dos horas.
Este impacto causó un incendio en los pisos 40 y 41, que tardó más de una hora en sofocarse. Dos personas resultaron fallecidas, el pitcher de los New York Yankees Cory Lidle y el instructor de vuelo Tyler Stanger. El avión impactó en los pisos 40 y 41 de una torre de departamentos residenciales construida en 1988, conocida como Belaire Aparments. Este edificio contiene 183 departamentos, algunos evaluados por encima el millón de dólares. Tres departamentos de la torre quedaron totalmente destruidos por el incendio que provocó el impacto.
Al principio las principales preocupaciones de los servicios de emergencia fue evacuar a la gente que todavía estaba en el edificio y evaluar si la integridad estructural de este fue dañada. Los escombros del edificio junto con partes del avión cayeron en la calle, lo que produjo un incendio menor que rápidamente se sofocó. Los informes reportados señalaron que posiblemente el avión sufrió fallos técnicos, como falta de combustible o problemas en la llegada de este al motor.
El avión en cuestión era un Cirrus SR20 que despegó del Aeropuerto de Teterboro en Teterboro, Nueva Jersey. El aeroplano estaba a nombre del pitcher de los New York Yankees Cory Lidle. Más tarde se confirmó que era él quien manejaba el avión.

## Respuestas al impacto

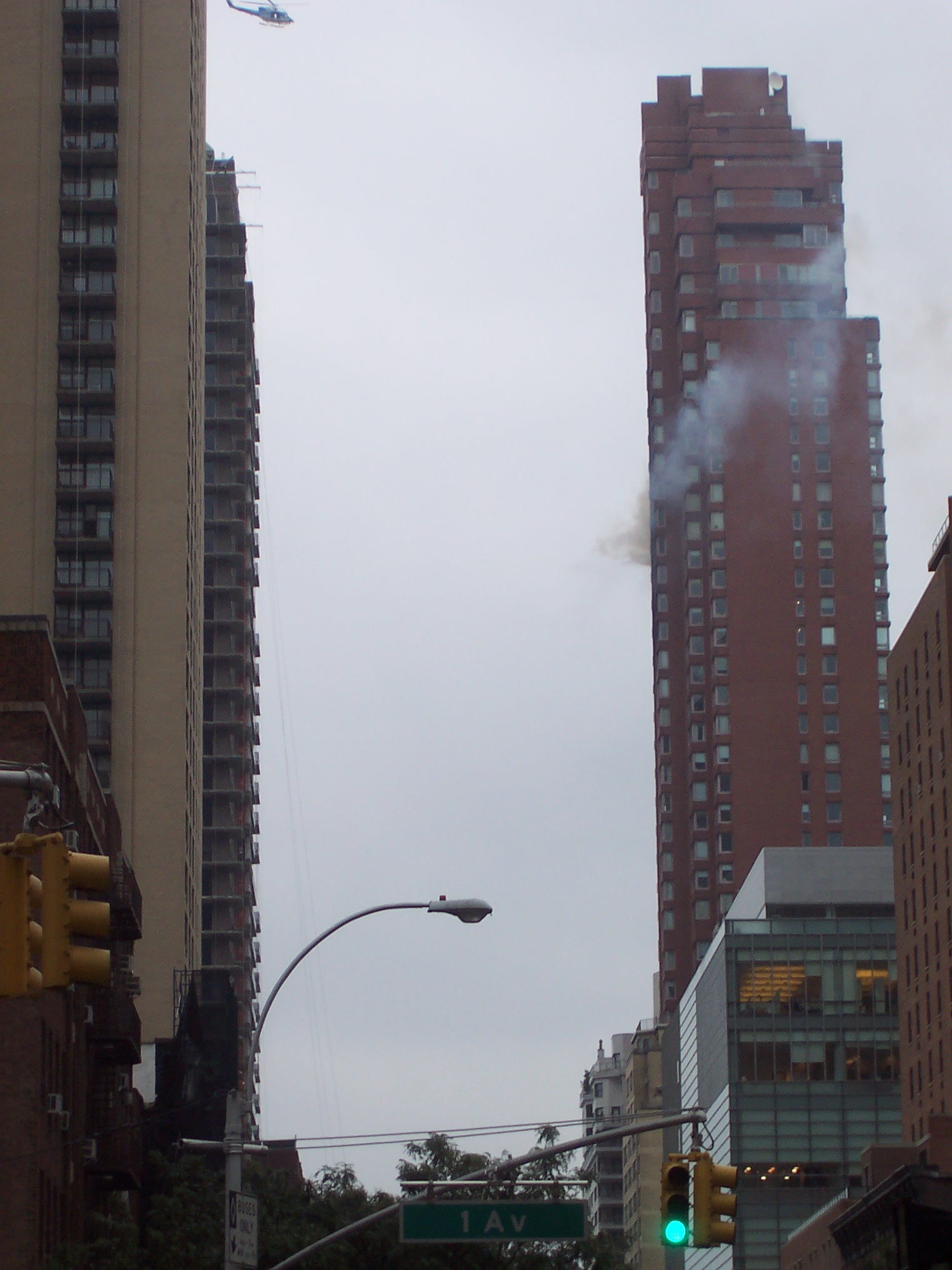
Foto de Manhattan y el edificio cuando el fuego estaba prácticamente apagado.

El accidente causó en la población un revuelo por el recuerdo de los atentados del 11 de septiembre de 2001, además de que este hecho se produjese un día 11, como sucedió con otros atentados de Al-Qaeda (por ejemplo, el 11-M u 11-S). Sin embargo, el FBI descartó que este hecho tuviera relación con alguna acción terrorista. Momentos después algunos funcionarios de gobierno informaron que la Fuerza Aérea estadounidense había enviado varios aviones militares a patrullar el espacio aéreo de Manhattan y las principales ciudades del país, como precaución. Dijeron también que el presidente de Estados Unidos George W. Bush había sido informado de lo ocurrido. 
Los informes del impacto causaron leves bajadas de algunos índices bursátiles como el Dow Jones. El Aeropuerto LaGuardia y el Aeropuerto Internacional John F. Kennedy no fueron afectados por el accidente.